# Faculté de théologie protestante de Montpellier
Pour les articles homonymes, voir Faculté de théologie protestante.
La faculté de théologie protestante de Montpellier est une institution universitaire qui propose des enseignements de théologie protestante et délivre des diplômes de licence, master et doctorat. Elle a célébré son quatrième centenaire en 1996. Elle est située 13 rue Louis-Perrier, à Montpellier.

## Création et historique
La faculté de théologie de Montpellier est l'héritière de plusieurs institutions, l’académie protestante de Montpellier (fondée en 1596), et l'académie de Montauban et de Puylaurens (fondée en 1598), ainsi que de la faculté de théologie protestante de Montauban (1808-1919).
La faculté de théologie protestante, établie à Montauban par décret impérial le 17 septembre 1808, est rattachée à l’université de Toulouse jusqu’en 1906. Après la loi de séparation des Églises et de l'État en 1905, elle devient un établissement d’enseignement supérieur privé qui ne dépend financièrement et administrativement que de l’Église réformée. Elle est transférée à Montpellier après la Première Guerre mondiale, en 1919, avec le même corps professoral.
La faculté de théologie de Montpellier forme, depuis 1972, avec la faculté de théologie protestante de Paris, l’Institut protestant de théologie. Créé à l’initiative de deux églises protestantes, l'Église réformée de France et l’Église évangélique luthérienne de France, réunies depuis 2013 dans l'Église protestante unie de France, l’Institut protestant de théologie est reconnu d’utilité publique depuis 2005. Il bénéficie, depuis 1981, d’un soutien financier de la part du ministère de l’Éducation nationale.

## Enseignements
La faculté délivre des diplômes de licence, master et doctorat (système LMD) et son cursus universitaire s'intègre dans le processus de Bologne.
Les cours sont assurés in praesentia à la faculté, ainsi que, pour les deux premières années de licence, par correspondance.

## Conventions, relations et échanges avec d'autres facultés
En février 2005, la faculté de théologie de Montpellier a signé avec l’université Paul-Valéry-Montpellier une convention de coopération. Cette convention permet l’inscription d’étudiants au programme d’enseignement de l’autre établissement et encourage les échanges d’informations et de publications scientifiques. En outre, en vertu d'une convention de coopération entre les écoles doctorales de ces deux établissements, les doctorants de la faculté de théologie de Montpellier peuvent obtenir un diplôme de doctorat « double sceau » lettres/sciences humaines et théologie.
Outre des liens étroits avec sa faculté sœur, la Faculté de théologie protestante de Paris, elle entretient des relations régulières avec la Faculté de théologie protestante de Strasbourg.
En vue de faciliter les échanges d’étudiants et les collaborations internationales dans la recherche comme dans l’enseignement, la faculté est engagée dans divers partenariats avec d’autres établissements d’enseignement théologique en Europe (Université d'Édimbourg, de Heidelberg, de Genève, de Lausanne ; Faculté vaudoise de Rome), au Canada et aux États-Unis (Université Laval, l'université de Montréal, l'université de Sherbrooke, l'Union Presbyterian Seminary de Louisville, l'École biblique et archéologique de Jérusalem, ainsi qu'avec les facultés de théologie protestantes des pays africains de Brazzaville (République du Congo) et de Yaoundé (Cameroun).
La faculté participe au programme européen d'échange d'étudiants et d'enseignants Erasmus.

## Enseignants
Les enseignants actuels (2025) sont :
- Guilhen Antier : dogmatique ;
- Chrystel Bernat : histoire du christianisme à l'époque moderne ;
- Jérôme Bord : philosophie, éthique ;
- Elian Cuvillier : théologie pratique ;
- Céline Rohmer : Nouveau Testament ;
- Christophe Singer : théologie pratique ;
- Rodrigo de Sousa : Ancien Testament
- Gilles Vidal : histoire du christianisme à l'époque contemporaine.

## Anciens enseignants
- Olivier Abel : éthique et philosophie ;
- Jean Ansaldi (1934-2010), étudiant et professeur ;
- Hubert Bost : histoire de la théologie à l'époque moderne
- Jean Cadier (1898-1981), professeur de dogmatique ;
- Jean-Daniel Causse (1962-2018), professeur d'éthique ;
- André Gounelle (1933-2025), étudiant et professeur à la faculté ;
- Paul Keller, professeur de théologie pratique ;
- Louis Perrier (1875-1953), professeur à la faculté de Montauban puis à celle de Montpellier ;
- Jean-François Zorn (n.1946), professeur de missiologie.

## Docteurs honoris causa
- Pierre Bühler, professeur de théologie systématique, université de Zürich ;
- Christoph Burchard, université de Heidelberg
- Jean Carbonnier, professeur de droit, Paris ;
- Suzanne de Dietrich, théologienne ;
- Albert Greiner, inspecteur ecclésiastique, Église évangélique luthérienne de France ;
- Émile-Guillaume Léonard, historien, École pratique des hautes études ;
- John M. Mulder, Louisville Presbyterian Seminary (KY)
- Jean Richard, professeur à la faculté de théologie de l’Université Laval ;
- Tullio Vinay, théologien vaudois et parlementaire italien ;
- Louis B. Weeks, Union Theological Seminary, Richmond (VA)
- Wilhelmine, reine des Pays-Bas.

## Anciens étudiants connus
- André Dumas (1918-1996), professeur à la faculté de théologie protestante de Paris ;
- Pierre Etienne (1922-2011), poète et frère de la Communauté de Taizé ;
- Henri Lindegaard (1925-1996), pasteur, artiste peintre, et écrivain ;
- Jacques Maury (1920-2020), président de la Fédération protestante de France ;
- France Quéré (1936-1995), théologienne et écrivaine ;
- Emmanuelle Seyboldt (1970), présidente de l'Église protestante unie de France (2017-2025) ;
- Françoise Smyth-Florentin (1931-2023), bibliste et professeure d’Ancien Testament à la faculté de théologie de Paris ;
- Odon Vallet, théologien et écrivain.

## Centre Maurice-Leenhardt
La faculté héberge le centre Maurice Leenhardt, centre de recherche en missiologie. Créé en 2006, il est intégré à la structure associative de l’IPT, dont il constitue l’un des pôles de recherche. Le Centre a pour objectif de promouvoir la recherche en missiologie et de favoriser sa diffusion par l’organisation de colloques ou de journées d’études interdisciplinaires, par la tenue d’un séminaire annuel destiné aux étudiants chercheurs (niveau master recherche et doctorat) et par la constitution progressive d’un fonds de documentation.